# MacOS
macOS（マックオーエス）は、Appleが開発・販売するMacのオペレーティングシステムである。当初の名称はMac OS X（マックオーエステン）で、のちにOS X（オーエステン）に改められていた（後述）。
技術的には直系ではないが、Classic Mac OS（Mac OS、System）の後継として、新たにBSD系UNIXをベースに開発された。

## 概要
NeXTのOPENSTEPの技術をベースに開発されたMacintosh専用オペレーティングシステムである。オープンソースのオペレーティングシステム「Darwin」をベースとし、POSIXに準拠したUNIXである。
旧来のMac OSは一体構造で問題が起きるとすべてを巻き込みハングアップするがそれとは違い、カーネルXNUとユーザランドの分離、各プロセスが分離されメモリ保護があることもあって、非常に安定しており、オープンな標準規格の採用を基本としている。macOS独自のユーザインタフェースで構築されたウインドウシステムを搭載し、macOSの特徴である直感的かつ柔軟な操作を実現している。開かれているオープンソースの強みと、Macintoshが初めから持っていた「閉じていること」の強みを併せ持ち、一貫したデザイン、操作方法が統一された「GUI」、UNIXの利便性、堅固さが共存している特徴がある。UNIXベースとなり、比較的容易な移植でBSDやLinuxなど他のUnix系オペレーティングシステムで開発されたソフトウェア資産を、macOSのインタフェース上で使うことができるようになった。統一感のある外観を持つX.orgベースのX Window System「X11」（XQuartz）を導入できる。X11がmacOS上で動作することにより、互換性のないアプリケーション間のコピーアンドペーストのような純粋なX11ではサポートされていない動作が可能である。

macOSの構造（2017年時点）
Mac OS X 構造図表

### 名称
2001年に最初の製品版が発売された時の名称は「Mac OS X（マック オーエス テン）」であった。2012年にリリースされたOS X Mountain Lionで正式名称から「Mac」が外され、「OS X（オーエス テン）」と称した。さらに、2016年にリリースされたmacOS Sierraから、iOSやwatchOS、tvOSなどのAppleの他のOSの名前との親和性を図るため、「OS X」から「macOS」へと改称された。

## バージョン一覧
10.8までのコードネームはネコ科の動物に由来している。10.9以降はカリフォルニア州の地名からコードネームがとられている。
| バージョン                 | 名称                                                | 対応プロセッサ            | 対応アプリケーション      | 発表日         | リリース日     | 最新バージョン                        |
| -------------------------- | --------------------------------------------------- | ------------------------- | ------------------------- | -------------- | -------------- | ------------------------------------- |
| Rhapsody Developer Release | Rhapsody 5.0 Rhapsody 5.1 Rhapsody 5.2              | 32ビット PowerPC          | 32ビット PowerPC          |                | 1997年8月31日  | DR2（1998年5月14日）Rhapsody 5.1      |
| Mac OS X Server 1.0        | Rhapsody 5.3 Rhapsody 5.4 Rhapsody 5.5 Rhapsody 5.6 | 32ビット PowerPC          | 32ビット PowerPC          | 1999年1月14日  | 1999年3月16日  | 1.2 v3（2000年10月27日）              |
| Mac OS X Developer Preview |                                                     | 32ビット PowerPC          | 32ビット PowerPC          | 1998年5月11日  | 1999年3月16日  | DP4（2000年4月5日）                   |
| Mac OS X Public Beta       | [ 注 9 ]                                            | 32ビット PowerPC          | 32ビット PowerPC          | 2000年9月13日  | 2000年9月13日  | 日本語対応版2000年10月21日            |
| Mac OS X v10.0             | [ 注 10 ]                                           | 32ビット PowerPC          | 32ビット PowerPC          | 2001年1月12日  | 2001年3月24日  | 10.0.4（2001年6月22日）               |
| Mac OS X v10.1             | [ 注 11 ]                                           | 32ビット PowerPC          | 32ビット PowerPC          | 2001年7月18日  | 2001年9月25日  | 10.1.5（2002年6月6日）                |
| Mac OS X v10.2             | Jaguar                                              | 32/64ビット PowerPC       | 32ビット PowerPC          | 2002年5月6日   | 2002年8月24日  | 10.2.8（2003年10月3日）               |
| Mac OS X v10.3             | Panther                                             | 32/64ビット PowerPC       | 32ビット PowerPC          | 2003年6月23日  | 2003年10月24日 | 10.3.9（2005年4月15日）               |
| Mac OS X v10.4             | Tiger                                               | 32/64ビット PowerPC/Intel | 32/64ビット PowerPC/Intel | 2004年5月4日   | 2005年4月29日  | 10.4.11（2007年11月14日）             |
| Mac OS X v10.5             | Leopard                                             | 32/64ビット PowerPC/Intel | 32/64ビット PowerPC/Intel | 2006年6月26日  | 2007年10月26日 | 10.5.8（2009年8月5日）                |
| Mac OS X v10.6             | Snow Leopard                                        | 32/64ビット Intel         | 32/64ビット PowerPC/Intel | 2008年6月9日   | 2009年8月28日  | 10.6.8 v1.1（2011年7月25日）          |
| Mac OS X v10.7             | Lion                                                | 64ビット Intel            | 32/64ビット Intel         | 2010年10月20日 | 2011年7月20日  | 10.7.5（2012年9月19日）               |
| OS X 10.8                  | Mountain Lion                                       | 64ビット Intel            | 32/64ビット Intel         | 2012年2月16日  | 2012年7月25日  | 10.8.5（12F45）（2013年10月3日）      |
| OS X 10.9                  | Mavericks                                           | 64ビット Intel            | 32/64ビット Intel         | 2013年6月10日  | 2013年10月22日 | 10.9.5（2016年7月18日）               |
| OS X 10.10                 | Yosemite                                            | 64ビット Intel            | 32/64ビット Intel         | 2014年6月2日   | 2014年10月17日 | 10.10.5（2017年7月19日）              |
| OS X 10.11                 | El Capitan                                          | 64ビット Intel            | 32/64ビット Intel         | 2015年6月9日   | 2015年9月30日  | 10.11.6（2018年7月9日）               |
| macOS 10.12                | Sierra                                              | 64ビット Intel            | 32/64ビット Intel         | 2016年6月13日  | 2016年9月20日  | 10.12.6（2019年9月26日）              |
| macOS 10.13                | High Sierra                                         | 64ビット Intel            | 32/64ビット Intel         | 2017年6月5日   | 2017年9月25日  | 10.13.6（17G14042）（2020年11月12日） |
| macOS 10.14                | Mojave                                              | 64ビット Intel            | 32/64ビット Intel         | 2018年6月5日   | 2018年9月25日  | 10.14.6（18G9323）（2021年7月21日）   |
| macOS 10.15                | Catalina                                            | 64ビット Intel            | 64ビット Intel            | 2019年6月3日   | 2019年10月8日  | 10.15.7（19H2026）（2022年7月20日）   |
| macOS 11                   | Big Sur                                             | 64ビット Intel/ARM        | 64ビット Intel/ARM        | 2020年6月22日  | 2020年11月13日 | 11.7.10（20G1427）（2023年9月11日）   |
| macOS 12                   | Monterey                                            | 64ビット Intel/ARM        | 64ビット Intel/ARM        | 2021年6月7日   | 2021年10月22日 | 12.7.6（21H1320）（2024年7月29日）    |
| macOS 13                   | Ventura                                             | 64ビット Intel/ARM        | 64ビット Intel/ARM        | 2022年6月6日   | 2022年10月24日 | 13.7.6 (22H625) - 2025年5月12日       |
| macOS 14                   | Sonoma                                              | 64ビット Intel/ARM        | 64ビット Intel/ARM        | 2023年6月5日   | 2023年9月26日  | 14.7.6 (23H626) - 2025年5月12日       |
| macOS 15                   | Sequoia                                             | 64ビット Intel/ARM        | 64ビット Intel/ARM        | 2024年6月11日  | 2024年9月16日  | 15.6 (24G84) - 2025年7月29日          |
| macOS Tahoe 26             | macOS Tahoe 26                                      | 64ビット Intel/ARM        | 64ビット Intel/ARM        | 2025年6月9日   | 2025年秋予定   |                                       |

## 沿革

Unix系 OSの系統樹

1994年からMac向け次世代オペレーティングシステムとして計画・開発されていたCoplandプロジェクトが挫折に終わり、1996年8月、Appleは完全な自社開発をあきらめ、他社の技術を導入することに決定した。一時はBeOSやSolaris、Windows NTさえ検討対象にあがり交渉が行われた。外部ではBeOSが最有力と見られたが、最終的にはスティーブ・ジョブズが創業しCEOを務めていたNeXT社を買収してそのオペレーティングシステムOPENSTEPをもとにMac OSの使い勝手を導入したオペレーティングシステムを開発することとなった。開発を主導したのは共に元NeXTの、アビー・テバニアン（元ソフトウェア担当最高技術責任者、v10.2まで）とその後継者のバートランド・サーレイ（元ソフトウェア担当上級副社長、v10.4まで）、スコット・フォーストール（元ソフトウェア担当上級副社長、v10.5まで）であった。2011年3月からは、やはり元NeXTのクレイグ・フェデリギソフトウェアエンジニアリング担当上級副社長が開発担当責任者である。
アプリケーションからRhapsodyの機能を生かすには、Cocoaの前身であるYellow Boxでアプリケーション プログラムを一から書き直さなければならなかったので、従来からの開発者の支持を得ることができなかった。そのため、従来のMacintoshのAPIであるToolboxをベースにCarbon (API)を開発し、これをNeXT由来の技術と統合した「Mac OS X」への移行が宣言される。Rhapsodyを元にサーバ向けのMac OS X Server 1.0としてリリースされた後、Mac OS Xがリリースされた。
2001年にリリースされたMac OS Xは、Mac OSともOPENSTEPとも異なる新たなインタフェース「Aqua」をまとって登場。従来のMac OSとは全く異なる、堅牢なマルチタスクのオペレーティングシステムで、Coplandプロジェクトが目指していたものを遥かに超えるものを実現した。初期の版では動作の遅さが指摘されたが、改版ごとにオペレーティングシステム内部の最適化が進み、Quartz Extreme、Core Image, Core Animationなどの新技術により解決された。
2010年10月21日、スペシャルイベントで「Back to the Mac」としてiLife'11とMac OS X Lionと新型MacBook Airと同時にMac App Storeを発表した。翌年、2011年1月6日から1000本ものアプリケーションを販売開始した。macOSのインストーラやアップデータもMac App Storeを通して配布されている。

## 特徴
付属アプリケーションが充実しており、日本語フォントとしてヒラギノが3種13書体が標準搭載され、游書体のうち游明朝体／游ゴシック体／游教科書体、フォントワークスの筑紫A丸ゴシック／筑紫B丸ゴシック／クレー、凸版印刷の凸版文久明朝／凸版文久ゴシック／凸版見出し明朝／凸版見出しゴシックが追加インストールされる。Mac OS X v10.5には、小学館の国語および英和・和英辞典が標準で付属している。OS X v10.8では Oxford Dictionary of Englishやウィズダム英和・和英、スーパー大辞林など12種類の辞書が装備されている。Mac OS X v10.1の時代から、FreeBSD由来のsmbfsを利用し、Windowsネットワーク環境でのファイル共有やドメイン参加など、Windows機との共存が可能である。SMBサーバの機能は、Snow LeopardまではSambaをベースにしていたが、Mac OS X Lion以降は独自実装となっている。
Mac OS X v10.4までは Classic環境と呼ばれるMac OS互換機能を持っていた。Mac OS 9.2.2を一種の仮想マシンとして動作させるもので、Mac OSアプリケーションは旧バージョンのプラチナアピアランスで動作した。68K・PowerPCの別を問わず、旧来のアプリケーションの多くをMac OS X上で動作させることができ互換性は高かったが、完全な互換性があるわけではなく、オーディオ関係のアプリケーションなど特にリアルタイム性が求められるものについてはメーカーがサポートしていない場合があった。Mac OS X v10.5およびインテル版のMac OS X v10.4からこの機能はなくなった。2005年のWorldwide Developers ConferenceでPowerPCに代わりインテル製プロセッサの採用が発表されたが、Mac OS Xは開発当初からCPUに依存しない抽象化を示すためにx86版との並行開発をしており、すべてのバージョンの Mac OS Xでインテル版が存在していたという。これはMac OS Xの前身である Rhapsodyが当初からPowerPC版とインテル製プロセッサ版が計画されており、BlueBoxはPowerPC版でしか採用しないと発表しており、8年かけて計画を完遂させたと言えなくもない。
macOS Big Sur以降において、Appleシリコン搭載Macでは、一部を除いてiOS, iPadOSアプリをネイティブ動作させられる。

### Mac OS X Public Beta（Siam）
2000年9月13日、AppleはMac OS X Public Betaをリリースした。日本では同年10月21日から、より新しいビルドを（税別3,500円で）販売した。Aquaインタフェースの美しい見た目がMacintoshの利用者に衝撃を与えたが、 使い勝手が大きく変化したことについては戸惑いの声があがった。
日本での販売はApple Store オンラインと、髙島屋新宿店（タカシマヤタイムズスクエア）に特設されたApple Storeにおいて直接販売が実施され、一時は1,000人を超える行列ができた。それまでもMac OS 8などでも発売時の行列もあったが、日本における近代のアップル新製品発売の大行列はこの時からはじまったといえる。

### Mac OS X 10.0（Cheetah）
2001年3月24日、AppleはMac OS X v10.0（税別14,800円）を発売した。従来のMac OSと比較すると劇的に安定性が向上しており、パブリック・ベータからさらに改良されていたが、当初はDVD再生機能などがなく、対応機器も限られており速度も非常に遅く、まだ完成度は低かった。Mac OS 9と切り替えて使うなど、メインのオペレーティングシステムとして日常的に使う利用者は少なかった。

### Mac OS X 10.1（Puma）
2001年9月25日、Mac OS X v10.1（税別14,800円）がリリースされ、10.0のユーザへの無償更新サービスが行われた。10.0に欠けていた多くの機能が追加され、システムの性能が向上し、実用的に使える初めての版といわれる。ユーザインタフェースにも手直しがなされ、日本語入力の変換精度が大幅に向上したことえり 3を搭載。マイクロソフトやアドビなどから対応ソフトがリリースされた。

### Mac OS X 10.2（Jaguar）
2002年8月24日、Mac OS X v10.2（税別14,800円）が発売された。日本では商標の問題でJaguarは製品名には付けられなかった。スプリングローデッドフォルダ機能が復活するなど、Finderの使い勝手に改良が施される。動作速度が上がり対応機器が増えて、Mac OS Xを業務用途で使う利用者にも受け入れられるようになったほか、UNIX利用者の間でも Mac OS Xを愛用する人が増えた。ビデオチップの幾何演算ユニットを使ってCPUの負荷を軽減する「Quartz Extreme」、ネットワーク機能「Rendezvous」（現：Bonjour）、手書き文字認識「Inkwell」などの新機能を実装。10.2.3版からジャーナリングファイルシステムが実装された。2003年にはウェブブラウザとしてSafariが登場し、Mac OS 9が起動しないMac OS XのみをサポートするMacintoshが販売されるようになった。ファイアウォール機能が標準で付属し、IPsec・IPv6にデフォルトで対応したのもこの版である。

### Mac OS X 10.3（Panther）
2003年10月24日にMac OS X v10.3 Panther（税別14,800円）が発売された。標準でUSBポートを備えたマシン以外のサポートを打ち切り、初代iMac以降の機種への対応となった。日本での発売イベントはApple Store銀座ができる前だったこともあり、アップルコンピュータ株式会社があった東京オペラシティ1階広場ガレリアで行われた。開発者向けにはコントローラレイヤ「Cocoa Binding」が導入された。システムの安定性がさらに向上したほか、処理速度も向上し、低クロックのG3マシンでも比較的快適に動作する。Finder はiTunesのインタフェースを取り入れた2ペイン形式での表示も可能になり、フォルダに色を付けるラベル機能も復活した。ウインドウ一覧表示機能「Exposé」、ホームフォルダの暗号化機能「FileVault」が追加され、ことえりがバージョン4になり予測変換などの機能が追加された。Mac OS Xでも大手印刷会社への入稿受け入れが整ったため、遅れていたデザイン、出版分野への導入が徐々に進み始める。ライセンス使用料の追加がないクライアント無制限の「Mac OS X Server」搭載の1Uサーバ「Xserve」とNetBootが評価され、東京大学、東京女子大学に大量導入された。

### Mac OS X 10.4（Tiger）
2005年4月29日、Mac OS X v10.4 Tiger（税込14,800円）が発売された。この版からメディアがDVD-ROMの1枚になった。動作環境をFireWire（IEEE 1394）ポートを標準搭載したMacintoshとされ、初期のiMacならびに初期のiBookは対応外となった。新規にリアルタイムイメージングインタフェース「Core Image」および「Core Video」、64ビットオーディオインタフェース「Core Audio」、モデルレイヤ「Core Data」が導入された。さらにlaunchdが従来のinitなどのUNIX デーモン群を置き換え、カーネル・プログラミング・インタフェース（KPI）やUTIが実装されるなどシステム内部が大きく刷新されたが、以前のバージョンとの互換性は概ね維持されている。システムに統合されたメタデータ検索機能「Spotlight」、WebKit ベースのアプリケーション実行環境「Dashboard」のほか、200 以上の新機能を搭載した。仮想メモリの暗号化まで含めたセキュリティ機能の充実により、あおぞら銀行が2006年にかけて2,500台という規模でTiger搭載iMac G5の導入を決めている。WWDC 2005においてOSはTigerのまま2006年からMacintoshのCPUをインテル製に移行することが発表され、2006年以降の新製品には、インテル対応版Mac OS Xが搭載された。
インテル対応版Mac OS X Tigerは単体で販売されておらず、インテル製プロセッサを載せたMacintoshではClassic環境を利用することができない。

### Mac OS X 10.5（Leopard）
Mac OS X v10.5 Leopard（レパード）は、発表当初は2007年春のリリースを目指して開発されていたが、2007年4月12日（現地時間）に、6月発売のiPhoneプロジェクトへ一時的に開発リソースを集中させる目的でリリース延期が表明され、2007年10月26日にシングルユーザライセンス14,800円（税込）、ファミリーパック（家庭内5人分のユーザライセンス）22,800円（税込）で発売された。この版のみUniversal Binaryとなり、メディアが2層DVD-ROMの1枚になった。2006年8月7日のWorldwide Developers Conferenceで機能の一部が発表されている。64ビットに対応したCocoa、容易なプログラミングでアニメーションを実現する「Core Animation」、Core Data 2.0、解像度非依存のユーザインタフェース、仮想デスクトップ環境「Spaces」、バックアップツール「Time Machine」、Windows XPまたはWindows Vistaとのデュアルブート環境を実現する「Boot Camp」、改良強化された Spotlight、Dashboardウィジェットを容易に作成できるDashcodeなど多数の機能が搭載される。2007年6月11日 、WWDCの基調講演で新しいFinderとDock、Quick Lookが披露された。JIS X 0213:2004対応フォント搭載。Tigerまでは搭載されていたレガシーな機能が排除されたのも特徴であり、Classic環境が利用できなくなった。
UNIXの商標を管理する団体である「The Open Group」から「Single UNIX Specification」の認証を受け、正式なUNIXとなった。

### Mac OS X 10.6（Snow Leopard）
2009年8月28日にシングルユーザライセンス3,300円（税込）、ファミリーパック（家庭内5人分のユーザライセンス）5,600円（税込）と大幅な値下げが実施され発売された。この版からインテル製プロセッサを搭載したMacintosh専用となり、PowerPCプロセッサを搭載した Macintoshでは使用できなくなり、HFSフォーマットは読み込みのみ可能となった。2008年6月9日（現地時間午前）に開催されたWWDC 2008での基調講演で開発が発表され、2009年6月8日に開催されたWWDC 2009で詳細と発売予定時期があらためて発表された。主にパフォーマンスと安定性に注力し、オペレーティングシステム全体が大幅に小さくなった。DockとExposéの機能が拡張され、Microsoft Exchange 2007を標準でサポート。FinderとQuickTime（QuickTime X）がCocoaベースに作り直されたほか、ほとんどのシステム付属アプリケーションが64ビット化、Grand Central Dispatch（GCD）とOpenCLにより並行演算機能が大幅に強化された。

### Mac OS X 10.7（Lion）
2010年10月21日に発表。正式名称はMac OS X Lionであったものの、マーケティング上、Macの名称を外してOS X Lionと呼称された。シングルユーザライセンス、ダウンロード版2,600円（税込）、USBメモリ版6,100円（税込）。
Exposé・Dashboard・Spacesの各機能に統合されたアクセスを提供する Mission Controlを搭載するほか、ソフトウェア販売サービスMac App Storeやフルスクリーンのウインドウ表示、アプリケーションランチャLaunchPadなどiPhone OSに由来する機能などを搭載。Mac OS X v10.5 Leopard以来の大幅な機能とインタフェースの刷新が施された。2011年2月24日には、公式サイトにさらなる新機能の説明が追加された。LaunchPadやAirDropなどを含む250を越える新機能を追加し、64ビット・マルチコアCPUのみをサポートする。7月20日にMac App Storeでダウンロード販売を開始した。8月17日にはUSBメモリ版も発売された。

### OS X 10.8 Mountain Lion
2012年2月16日に発表され、デベロッパプレビューも同時に公開。正式名称もOS Xとなり、7月25日にMac App Storeでダウンロード販売（発売時は1,700円、2022年4月現在2,440円）を開始した。この版から64ビットカーネル起動のみとなり、インテル製32ビットプロセッサを搭載したMacおよび32ビットカーネルのMacでの直接インストールができなくなった。100以上の新たな機能が追加され、メッセージングサービスiMessage、リマインダー、通知センター、メモ、Game Centerなど、iOS 5で提供されたアプリケーションや新機能がMacintoshでも利用可能となった。Mac OS X Lionに引き続き、iOSに由来する機能が搭載された。Mountain LionとはPuma、Cougarの別名である。

### OS X 10.9 Mavericks
2013年6月10日に開催されたWWDC 2013で発表され、デベロッパプレビューも同時に公開された。200以上の新機能が追加され、一般向けには2013年10月22日にリリースされた。また、このバージョンから無償となった。Finderにタブ機能が追加され、iOSで提供されているマップやiBooksが搭載される。このバージョンからコードネームがカリフォルニア州の地名になった。Mavericksとはカリフォルニア州の海岸の名前である。

### OS X 10.10 Yosemite
2014年6月2日のWWDCで発表、同年10月17日にリリースされた。iOS 7同様のフラットデザインを採用しつつ、Finderやマルチタスクなど、デスクトップOSとしての機能がさらに洗練された。10.5以降に採用された3D Dockは廃止され、その結果としてGUIの雰囲気は10.4以前のGUIに似ていた。

### OS X 10.11 El Capitan
2015年6月9日のWWDC 2015の基調講演で発表、同年9月30日にリリースされた。Macのエクスペリエンスの洗練とパフォーマンスの向上、システム整合性保護などセキュリティ対策強化、フルスクリーンでアプリケーションを同時に二つ表示できるスクリーンスプリット機能、システムフォントの追加など。Spotlightがより口語的な検索に対しても結果を示すようになる。ライブ変換機能の追加でよりスムーズな入力ができるようになる。

### macOS Sierra 10.12
2016年6月13日のWWDC 2016の基調講演で発表、同年9月20日にリリースされた。この版からHFSフォーマットが廃止され、Late 2009モデルより前のMacでの直接インストールが不可となった。新たにSiriの導入や、iOSやwatchOSとのより多くの連携機能の導入が進む。本バージョンからiOSやwatchOS、tvOSなどのAppleのOSとの名前の親和性を図るために従来のOS XからmacOSへ名称が変更された。

### macOS High Sierra 10.13
2017年6月5日のWWDC 2017の基調講演で発表、同年9月25日にリリースされた。APFSやVRテクノロジーへの対応、日本語入力の改善などが発表された。純正のみサポートされたNVMeがサードパーティー製にも対応し、Apple T2チップ搭載Mac以外のRAIDディスクへのインストールおよび起動が不可となった。

### macOS Mojave 10.14
2018年6月5日のWWDC 2018の基調講演で発表、同年9月25日にリリースされた。ダークモードの採用や、Mac App Storeの大幅リニューアルなどが実装された。

### macOS Catalina 10.15
2019年6月3日のWWDC 2019の基調講演で発表、同年10月8日にリリースされた。iPadOSからのアプリの移植を容易に行えるProject Catalystが採用された。システムボリュームにはAPFSを必須とし、HFS Plusでの起動ができなくなった。32ビットバイナリが取り除かれ、32ビットアプリケーションなどが起動しなくなるので注意が必要である。

### macOS Big Sur 11
2020年6月22日のWWDC 2020の基調講演で発表、同年11月13日にリリースされた。同時に移行が発表されたAppleシリコンを搭載したMacにおいて、Rosetta 2で従来のIntel Mac向けソフトウェアの大半が動作する。また最新のXcodeでAppleシリコン、Intel CPU両方に対応するUniversal 2としてコンパイルが可能となっている。バージョンナンバーは最初にリリースされた開発版では10.16であったが、Mac OS 9からMac OS Xに移行して以来、約20年ぶりにメジャーバージョンを上げ11.0とすると発表した。

### macOS Monterey 12
2021年6月7日のWWDC 2021の基調講演で発表2021年10月25日にリリースされた。Universal Control(複数デバイス間でマウスカーソルやキー入力を共有できる機能)や、集中モード(おやすみモードの改良)、iOSとiPad OSで利用可能であったショートカットAppのMac版、Safariのアップデートやリデザインが含まれている。

### macOS Ventura 13
2022年6月7日のWWDC 2022の基調講演で発表、2022年10月25日にリリースされた。システム環境設定はシステム設定に名称が変更され、デザインがiOSに近いデザインへ変更された。フリーボード、天気、時計がMac上でネイティブに動作するようになった。ユーザーはiPhoneをContinuity Cameraを用いてウェブカメラとして利用できるようになった。他にSiriの見た目がIOS 14とiPadOS 14のSiriのような見た目にアップデートされた。メールはスケジュール送信、送信取り消しに対応、メッセージは送信取り消しと送信後の編集に対応した。Stage Managerという新しいウィンドウマネージャが追加された。マップは複数の経由地を含めたルートの検索が可能になった。Metal 3にて低画質のレンダリング映像に対し、超解像処理とアンチエイリアス処理を行って高解像度化する超解像技術MetalFX Upscalingという技術などが搭載された。ロックダウンモードというサイバー攻撃の対象になった際にデバイスを守ることができる機能が追加された。アクセシビリティに関しては、サウンド認識という、周囲で赤ん坊の泣き声、ドアベル、サイレンなどを継続的にiOSが認識した際に通知する機能が追加された。

### macOS Sonoma 14
2023年6月5日のWWDC 2023の基調講演で発表、2023年9月26日にリリースされた。

### macOS Sequoia 15
2024年6月11日のWWDC 2024の基調講演で発表、2024年9月16日にリリースされた。

### macOS Tahoe 26
2025年6月9日のWWDC 2025の基調講演で発表された。UIが刷新され、Appleの全てのOSで採用するデザイン言語Liquid Glassよるものとなる。

## 最大プロセス数
Mac OS X v10.0からMac OS X v10.6までは、最大プロセス数が532、そのうちユーザプロセス数は半分の266であった。Mac OS X v10.7からmacOS Mojave 10.14では、メモリを3GB以上積んだ場合は、1064へ拡大され、ユーザプロセス数は709である。macOS Catalinaからは1044の倍数（最大16、よって16704）となる。確認するコマンドなどについては、sysctl（3）のマニュアルで参照できる。
なお、Mac OS X Serverではv10.5以前から最大プロセス数が2500であり、64ビット化されたMac OS X Server v10.6からはメモリ量に応じて自動で増えるが、上限は30000である。macOS Serverでは、強制的にパフォーマンスモードを有効にすることで、最大プロセス数を増やすこともできる。

## 言語
以前のMac OSにおいては、OSパッケージが各言語ごとにローカライズされたほか、ラテン文字以外の文字で表記する言語を扱うために必要なフォント・インプットメソッド・スクリプト書類などをセットにした「Language Kit」が用意された。System（漢字Talk）7.1から Mac OS 8.6までの時期には個別にパッケージ販売され、Mac OS 8.5から Mac OS 8.6ではインプットメソッドを除くMultilingual Internet Accessが添付された。Mac OS 9ではすべての版でLanguage Kitが標準添付となり、必要な場合カスタムインストールする形をとった。
これに対し、macOSはサポートする言語の入力・表示に必要なコンポーネントをすべて標準でインストールした上で、優先順位を切り替えて任意の言語環境で使うことができる多言語インタフェースのOSになっている。Mac OS X v10.5では18種の言語環境が内包されている。そのため提供されているインストーラの内容は全世界共通である。従って、日本国外で入手したmacOSやMacintosh本体でも、日本で流通しているものと全く同様の環境に仕立てることが可能である。
字体としては65,000以上ものグリフを扱うことができ、日本語についてはグリフセットAdobe-Japan1-5以降に対応したOpenTypeフォントを備えているため、森鷗外や草彅剛などの正確な表記もそのまま表示・入力できるようになった。ただしすべてのグリフを扱うにはアプリケーション側の対応が必要となる。入力メソッドはシステム言語の文字に加えてタイ文字、デーヴァナーガリー文字、アラビア文字、ヘブライ文字など多数用意されている。v10.3からはことえりがアイヌ語の表記に使う仮名文字に対応している。またファイルやフォルダ（ディレクトリ階層）にもシステムが対応している任意の言語で名前を付けることが可能で、複数言語の混在もできる。v10.7からは絵文字にも対応し、他の文字と同じように扱うことができるようになった。
Finderや付属のアプリケーションソフトで、メニュー・ダイアログなどが地域対応された下記の言語環境が歴代のバージョンで追加されている。
Mac OS X 10.0
English（英語〈米国〉）
日本語
Français（フランス語）
Deutsch（ドイツ語）
Español（スペイン語）
Italiano（イタリア語）
Nederlands（オランダ語）
Mac OS X 10.1.2
Svenska（スウェーデン語）
Dansk（デンマーク語）
Norsk（ノルウェー語）
Suomi（フィンランド語）
简体中文（簡体字中国語）
繁體中文（繁体字中国語）
한글（韓国語〈ハングル〉）
Português (Brasil)（ポルトガル語〈ブラジル〉）
Mac OS X 10.5 Leopard
Português (Portugal)（ポルトガル語）
Русский（ロシア語）
Polski（ポーランド語）
Mac OS X 10.7 Lion
العربية（アラビア語）
Türkçe（トルコ語）
Čeština（チェコ語）
Magyar（ハンガリー語）
English (UK)（英語〈英国〉）
English (Australia)（英語〈オーストラリア〉）
Français (Canada)（フランス語〈カナダ〉）
Español (Latinoamérica)（スペイン語〈ラテンアメリカ〉）
Mac OS X 10.7.3
Català（カタロニア語）
Hrvatski（クロアチア語）
Ελληνικά（ギリシャ語）
עברית（ヘブライ語）
Română（ルーマニア語）
Slovenčina（スロバキア語）
ไทย（タイ語）
Українська（ウクライナ語）
OS X 10.8 Mountain Lion
Bahasa Indonesia（インドネシア語）
Tiếng Việt（ベトナム語）
 Bahasa Melayu（マレー語）
macOS High Sierra 10.13
हिन्दी（ヒンディー語）
macOS Mojave 10.14
繁體中文（香港）（繁体字中国語〈香港〉）

## Java
macOS に搭載されているJava 実行環境のバージョンおよびオラクルから直接提供されるバージョンの対応状況を記す。
| Mac OS X / OS X / macOSの版号 | Java 実行環境の版号およびオラクル提供版の対応状況 |
| ----------------------------- | --- |
| 10.0                          | Java 1.3 |
| 10.1                          | Java 1.3.1 |
| 10.2                          | Java 1.4.1 |
| 10.3                          | Java 1.4.2 |
| 10.4                          | Java 1.4.2、後にJava2 SE 5.0 |
| 10.5                          | Java2 SE 5.0、Java SE 6 |
| 10.6                          | Java SE 6 |
| 10.7                          | Mac OS X LionではJavaは出荷時には搭載されない。ただし、Javaアプリケーション起動時に、Java SE 6が追加インストールされる。                                                                                 |
| 10.8 - 10.11                  | Java SE 6の環境はLionと同じ。Java SE 7はUpdate 6から対応。こちらはオペレーティングシステムに同梱せず、オラクルから直接提供される。Java SE 8はMountain Lion以降の対応で、同様にオラクルからの提供となる。 |
| 10.12                         | Java SE 8以降のみの対応となり、オラクル直接提供に完全移行。 |

## 主なアプリケーション
初期のMac OS Xのアイコンは新規のものと、NeXT時代にKeith Ohlfsがデザインしたものが混在していたが、最後まで残されていたアイコンGrabがmacOS Mojaveで消えた。
- Automator
- DVDプレーヤー
- FaceTime
- Finder - Finder.appのアイコンはスーザン・ケアによるピカソの顔の絵をモチーフにしたと言われるデザイン[94]をmacOSの新しいUIガイドラインに合わせたものである。
- Font Book
- Image Playground
- iPhoneミラーリング
- Launchpad
- Mac App Store
- News（英語版） - 日本では使用不可
- Photo Booth
- QuickTime Player
- Safari[注 39]
- Siri
- TV
- Xcode[注 40]・Interface Builder・その他の開発ツール[注 41]
- カレンダー
- 株価
- 計算機
- 探す
- 写真 - 写真閲覧・編集ソフト
- 辞書
- システム設定
- ショートカット
- スティッキーズ
- ターミナル - CUIシェル
- チェス- チェスゲーム
- テキストエディット
- 天気
- 時計
- パスワード
- ヒント
- ブック
- フリーボード
- プレビュー
- ホーム
- ボイスメモ
- ポッドキャスト
- マップ
- ミュージック - 音楽の管理・リスニングソフト
- メール
- メッセージ
- メモ
- リマインダー
- 連絡先

廃止されたアプリケーション
- Dashboard[注 42]
- Front Row[注 43]
- iChat[注 44]
- iSync[注 45]
- iPhoto - かつて存在した、写真閲覧・編集ソフト
- iTunes - かつて存在した、音楽と映像の管理・リスニングソフト。 肥大化した機能をMusic、Podcasts、TV、Finderに振り分けて終了。
- グラブ - 画面撮影用ユーティリティ

## 主要なユーティリティ
- AirMacユーティリティ
- Audio MIDI 設定
- Bluetoothファイル交換
- Boot Camp アシスタント[注 46]
- ColorSyncユーティリティ
- Digital Color Meter
- Dock
- FileVault 2 - パーティション全体を暗号化
- Grapher[注 47]
- Mission Control
- Podcast キャプチャ
- Time Machine[注 48]
- VoiceOver - 音声認識
- VoiceOverユーティリティ
- XQuartz
- アーカイブユーティリティ
- アクティビティモニタ
- 移行アシスタント
- イメージキャプチャ
- 拡張スロットユーティリティ
- 画面共有
- キーチェーンアクセス
- 起動セキュリティユーティリティ[95]
- コンソール
- システム情報
- システムプロファイラ
- スクリプトエディタ[注 49]
- スクリーンショット - 画面撮影用ユーティリティ。グラブの後継ソフト。
- スクリーンタイム
- ターミナル
- チケットビューア
- ディスクユーティリティ - HD・CD・DVDなどのフォーマット
- ディレクトリユーティリティ[注 50]
- デスクビュー
- フィードバックアシスタント
- フォルダアクション設定
- プリントセンター
- ワイヤレス診断
- 日本語入力プログラム
- ファックス

廃止されたユーティリティ
- ことえり[注 51] - かつて存在した日本語IM（OS X Mavericksまで）
- ネットワークユーティリティ
- ペアレンタルコントロール
- Inkwell - 手書き認識
- RAID ユーティリティ
- FileVault - ホームディレクトリを暗号化

### アーキテクチャ
- Darwin - カーネル。「XNU」のほか、BSDサブシステムなどを含む。
- Kernel Programming Interface（KPI） - カーネル機能拡張のインタフェース
- UTI - データ型の識別システム。v10.4で導入された。
- Open Scripting Architecture（OSA） - プロセス間通信を担う。
- launchd - v10.4以降のMac OS Xにおけるサービス管理。従来のinit、inetd、crondなどを置換する。
- NetInfo - システムおよびネットワークの管理情報データベースシステム。v10.5で廃止され、Apple Open DirectoryとDSlocalに置き換えられた。

## グラフィックエンジン
- Quartz - 描画エンジン。2D描画を担当するQuartz 2Dを含む。
- AVFoundation - QuickTimeを代替するマルチメディアAPI。
  - QuickTime - かつて使われていたマルチメディアAPI。
- Metal - 2015年からmacOSへ導入された、OpenGLとOpenCLを代替する、より効率的なローレベルグラフィックスAP。
  - OpenGL - かつて使われていた3DグラフィックスAPI。macOS 10.14 Mojave以降非推奨[96]。
  - OpenCL - Mac OS X v10.6 Snow Leopardから使われていたヘテロジニアス・コンピューティング向けのフレームワーク。macOS 10.14 Mojave以降非推奨[96]。

## 主なAPI群
- Cocoa (API) - OPENSTEP由来のmacOSネイティブな32/64ビット API。Objective-CやSwiftによる開発環境が用意されている。
- Carbon (API) - Mac OS 9以前のTool Box由来の32ビットAPIであるため、macOS Catalinaでは非対応。C言語やC++で開発ができ、Windowsと共通のコードベースで開発しやすい。
- Core Foundation - C言語ベースの低レベルAPI群。Darwinの一部[97]。
- Core Image・Core Video - グラフィック処理。
- Core Audio - 音響。
- Core Data - データ管理。
- Core Text - テキスト処理。

## 仮想マシン環境
- Classic環境 - Mac OS X v10.4まで搭載されたPowerPC搭載MacでのMac OS 9.2.2実行環境[注 52]。
- Rosetta - Mac OS X v10.6まで搭載されていた、PowerPC用アプリケーションソフトウェアをインテル製CPU版のMacintoshで使用するためのDRE（リアルタイムコード変換エンジン）[注 53]。Rosetta 2は、macOS Big SurからmacOS Tahoeまで搭載されている、インテル製CPU向けのアプリケーションソフトウェアをAppleシリコン搭載Macで実行するためのDREである[98]。
- Java2 Standard Edition -Mac OS X v10.6まで搭載されていたJava仮想マシン[99][注 54]。2022年1月現在ではオラクルからAppleシリコン搭載Mac向けを含めた、Java 17が提供されている[100]。